# Giải trí nhẹ
Giải trí nhẹ (tiếng Anh: light entertainment) là phạm vi rộng của các buổi diễn trực quan từ xa thông thường, bao gồm: hài kịch, chương trình tạp kỹ, trò chơi truyền hình, kịch ngắn và chương trình bất ngờ.

## Canada
Trong suốt những năm 1970, đài CBC Television đã giới thiệu chương trình Sunday at Nine với các bộ phim truyền hình (ví dụ như Corwin) chiếu xen kẽ với những chương trình giải trí nhẹ (ví dụ như The Hart and Lorne Terrific Hour) và các bộ phim tài liệu đặc biệt.